# Cupha rovena
Cupha rovena är en fjärilsart som beskrevs av Hans Fruhstorfer 1912. Cupha rovena ingår i släktet Cupha och familjen praktfjärilar. Inga underarter finns listade i Catalogue of Life.